# Chilocarpus suaveolens
Chilocarpus suaveolens är en oleanderväxtart som beskrevs av Carl Ludwig von Blume. Chilocarpus suaveolens ingår i släktet Chilocarpus och familjen oleanderväxter. Inga underarter finns listade i Catalogue of Life.